# Oupoh Dahier
Oupoh Dahier est un acteur ivoirien, un des principaux acteurs de la série Ma famille. Oupoh Dahier est aussi le chef de plateau de cette série télévisée.
Dans Ma famille il joue le rôle :
- du neveu hypocrite de Michel Bohiri, il se charge des affaires intimes de ce dernier
- du meilleur ami de Digbeu Cravate, cette amitié prendra un coup à cause d'une affaire de 30 millions et lorsqu'il deviendra le mari d'Hélène Brou, la petite sœur de Digbeu Cravate.

## Filmographie
- 2002-2008 : Ma famille
- 2008 : Marco et Clara
- 2008 : Mon père a pris ma femme
- 2008 : Une famille sans scrupules
- 2008 : L'Escroc
- 2008 : Les Dragueurs
- 2008 : Pardon ! je t'aime
- 2008 : Invités surprises
- 2008 : Amour et Trahison
- 2008 : La cour commune
- 2008 : Les co-epouses
- 2008 : La famille sekouba
- 2017 : Hospital IT